# Лъв Фока
Лъв Фока Стари (на старогръцки: Λέων Φωκᾶς, fl.  900 – 919) e висш византийски военачалник от X в. Доместик на схолите – главнокомандващ имперските войски. По-късно през X в. длъжността е премахната, като на нейно място се появяват две нови: Доместик на Запада (западните войски) и Доместик на Изтока (източните войски).
Лъв Фока Стари е син на Никифор Фока (Стари) (830 – ок. 896), изтъкнат висш византийски военачалник от влиятелната фамилия Фокa. Брат е на Варда Фока Стари, бащата на византийския император Никифор II Фока.
Лъв Фока е женен за сестрата на Константин от Пафлагония, висш сановник и паракимомен при двора на Лъв VI Мъдри. Впоследствие, благодарение на роднинските си връзки се издига до длъжността Доместик на Схолите.
По време на регентството на Зоя Карбонопсина, Фока отново заема длъжността Доместик на Схолите, като дори е удостоен с титлата магистър.
През 917 година Лъв Фока командва огромна за времето си 62 000 византийска армия, която трябва да разгроми България, но на 20 август войските му са почти напълно унищожени при река Ахелой от войската на българския владетел Симеон I Велики. Фока едва избягва покрай морето в Месемврия. Връща се в Константинопол и бързо събира друга армия, за да спре българското настъпление на юг, но след нощно сражение войските му отново са разбити при Катасирти.
Тези военни катастрофи отслабили значително влиянието на правителството, контролирано от Зоя. Появили се всевъзможни слухове за членовете на правителството, както и за самата августа. Навярно към края на 918 г. Лъв Фока и неговият шурей Константин Пафлагон замислили как да отстранят регентството на малолетния законен император Константин VII Порфирогенет, а при възможност и самия него. Под предлог защита на младия император, войските на Фока се появили до Хризопол, на отсрещния бряг на Босфора. Възможно е и самата Зоя да е търсила контакт с влиятелния генерал, за да укрепи собственото си положение. Според Стивън Рънсиман, съществува вариант Зоя Карбонопсина дори да е възнамерявала да се омъжи за Лъв Фока.
Предугаждайки развитието на нещата, наставникът на младия император – Теодор, замислил съюз с Роман Лакапин, друнгарий на флота и който му бил подръка. В началото на 919 г. Константин Пафлагон решил да отстрани тази потенциална заплаха, като намери причина да разформирова флота, но бил арестуван по заповед на Роман Лакапин, когато последният пристигнал в двореца, за да надзирава изплащането заплатите на екипажите. След този удар Зоя Карбонопсина изгубила всякакъв контрол над ситуацията и била принудена да отстъпи регентския пост. Наставникът Теодор убедил младия император да назначи отново за регент патриархa Николай Мистик. Първият акт на Николай Мистик бил да уволни Лъв Фока, а на неговото място да назначи Йоан Гаридас. Фока решил да обезпечи положението си, като за всеки случай помолил патриарха да назначи някой негов роднина на длъжността Велик Етериарх – началник на императорските телохранители. Патриархът в началото се съгласил, но след това отхвърлил предложението. Лъв Фока бил принуден да отправи към Роман Лакапин предложение за брак между техни родственици и съюз. Макар и господар на положението в Константинопол, Лакапин все пак се съгласил, двамата се заклели и на Фока било позволено да се завърне при армията си в Хризопол. Навярно Фока предполагал, че Лакапин никога няма да успее да се домогне до императорския престол, но недооценил правилно възможностите на своя нов съюзник.
На 25 март 919 г. друнгарият на флота Роман Лакапин получил почетния сан магистър, и бил обявен за Велик Етериарх. През май 919 г. Лакапин се обявява за василеопатор и настойник на младия четиринадесетгодишен василевс Константин VII, като го жени за своята дъщеря Елена, превръщайки се в действителния управник на Империята. Лишена от титлата си на августа, Зоя все пак е оставена да живее в двореца като частно лице, понеже пред Лакапин се явявала вече друга пречка - самият Фока, който продължавал да има влияние над армията. До Лъв Фока било изпратено писмо, подписано от младия император, в което го съветвали да не реагира на тези събития. Нежелаещ да се примири с това положение, Фока се разбунтува, но не е в състояние да обезпечи лоялността на своите войници. Причина за това се явява обнародването на императорски указ, в който Константин VII Порфирогенет приветства Лакапин като негов защитник и осъжда бунта на Фока. Войниците преминават на страната на Лакапин. Налага се Фока да избяга, но е заловен от имперски агенти във Витиния. Впоследствие Лъв Фока е ослепен по заповед на Роман Лакапин. Няколко месеца по-късно, след като неговите съучастници също били открити и заловени, Лъв Фока публично е унижен из константинополските улици, разкарван по тях завързан на муле. По-нататък съдбата му е неизвестна, като твърде вероятно е завършил земните си дни в някой манастир.